# Joan de Kęty
Joan Canci o de Kenty, nascut Jan Kanty (Kęty, Polònia, 23 de juny de 1390 - Cracòvia, 24 de desembre de 1473) va ser un prevere polonès, teòleg i escolàstic de gran prestigi en el seu moment. És venerat com a sant per l'Església catòlica.

## Biografia

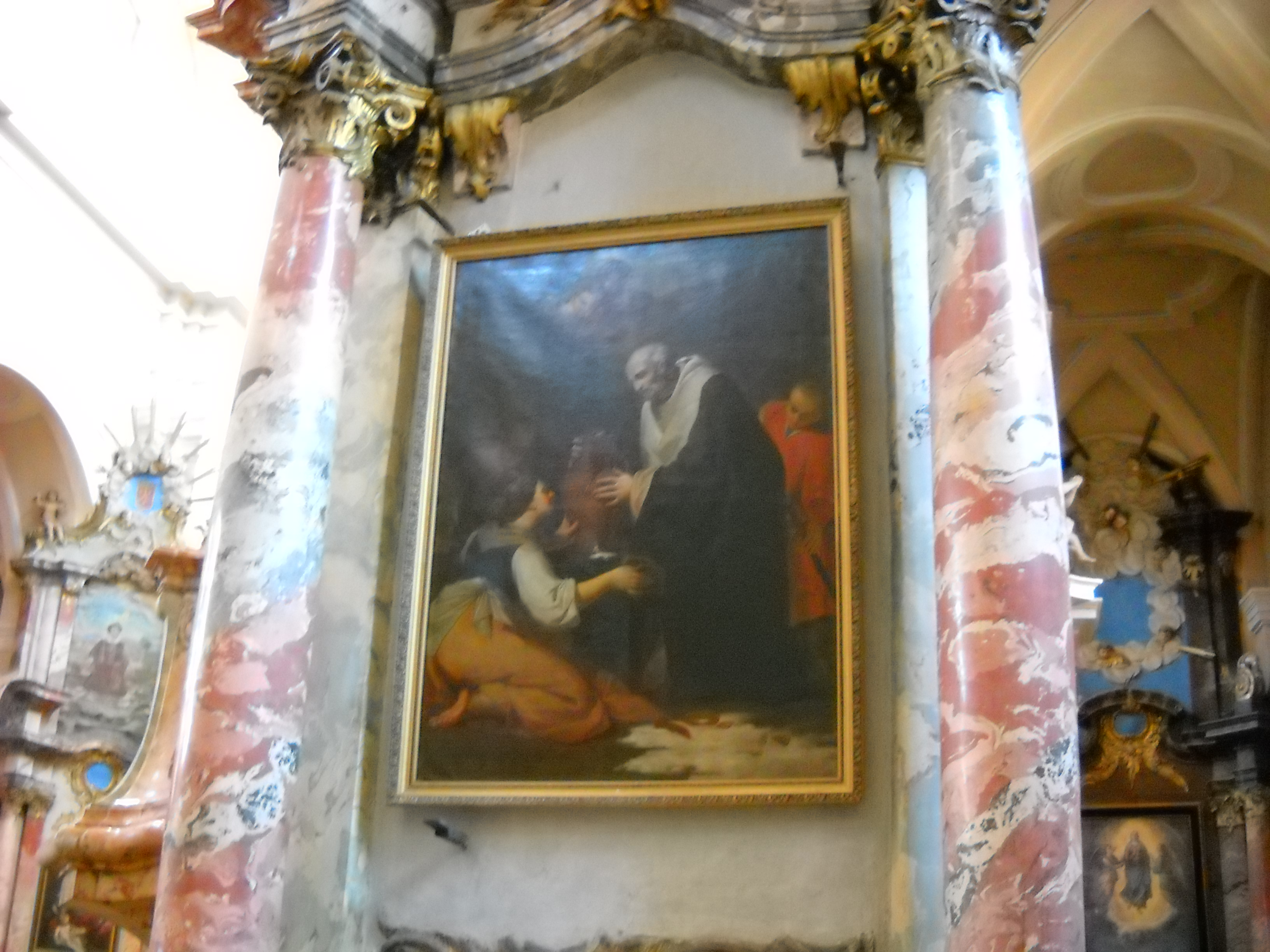
Miracle del sant, pintura del s. XVIII (Vilnius, Església de Tots els Sants).

Jan Kanty va néixer a Kęty, petit poble prop d'Oświęcim, a la diòcesi de Cracòvia (Polònia), fill de Stanisław i Anna Kanty. Va estudiar a l'Acadèmia de Cracòvia, avui Universitat Jagelloniana, on es va doctorar en teologia. Va ésser ordenat sacerdot i va ésser rector a Olkusz, destacant-hi per la seva gran caritat.
El 1440 tornà a Cracòvia i va ésser professor a la universitat, impartint lliçons de Sacrae Scripturae fins a la seva mort en 1473. En el camp de la física, va ajudar Jean Buridan a establir la seva teoria de l'"impetus," que avançava l'obra de Galileo iNewton.
Van ser coneguts la seva humilitat i el seu bon humor; vivia en completa austeritat i donava la resta del seu sou als necessitats. Va anar com a pelegrí, a peu, a Roma i Jerusalem (en aquest, volia patir martiri a l'Imperi Otomà, però va poder tornar-ne sa i estalvi).
Va morir durant la celebració de la missa de la Nit de Nadal de 1473, a la capella de la universitat.

## Veneració

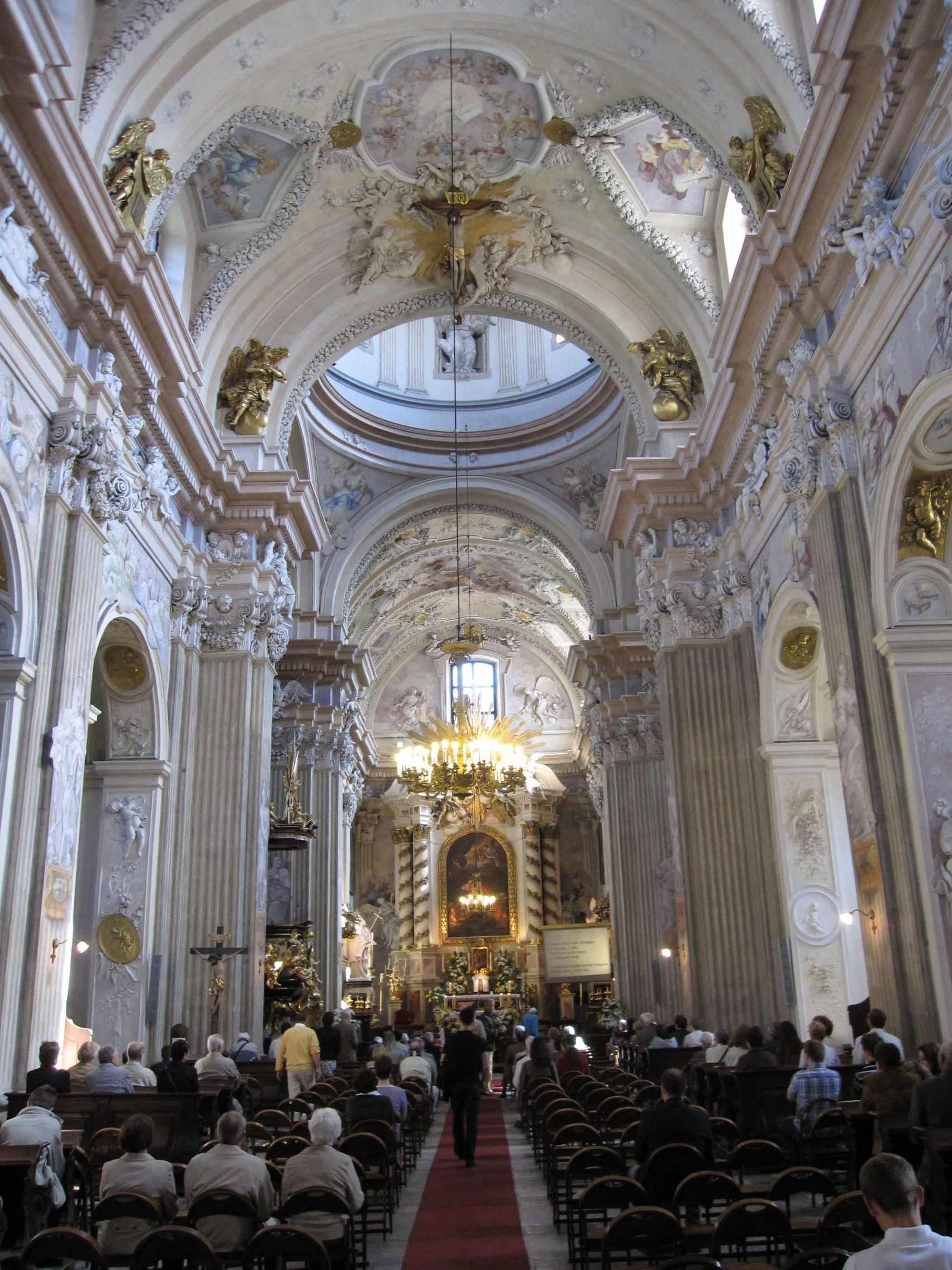
Església de Santa Anna (Cracòvia), amb el sepulcre del sant.

Va ser enterrat a l'església de Santa Anna de Cracòvia, vinculada a la universitat, que aviat va esdevenir un popular lloc de pelegrinatge. Diversos miracles se li van atribuir i se n'obrí la causa de beatificació. Va ésser beatificat a Roma per Climent X en 1676, i va ser proclamat patró de Polònia i Lituània en 1737. Finalment, va ésser canonitzat per Climent XIII el 16 de juliol de 1767.
És un sant molt popular a Polònia i les comunitats poloneses disperses arreu. La seva festivitat litúrgica és el 23 de desembre, per evitar la coincidència del dia de la seva mort (el 24) amb la Nit de Nadal. Fins al 1969 s'havia celebrat el 20 d'octubre.

### Llegendes
Es diu que un dia que anava a l'església, a Olkusz, trobà un pidolaire ajagut a la neu, tremolant de fred; el prevere se'n tragué la seva capa i li posà, i el portà a l'església, on en va tenir cura i el recomfortà. Poc després que el pobre hagués marxat, la Mare de Déu s'aparegué a Joan Canci i li retornà la capa.
Des de llavors era encara més pietós i es mortificava més, renunciant a menjar carn durant la resta de la seva vida. Un dia, temptat de menjar-ne, va fer rostir-ne un tros: mentre era calent, l'agafà amb les mans, cremant-se i dient: "Carn, t'estimes la carn: gaudeix-ne, doncs". Així d'alliberà de la temptació per sempre.
Tornat del pelegrinatga a Roma, va ser assaltat per uns bandolers que li robaren tot el que van veure. En acabar, li van demanar si portava alguna altra cosa que s'hi haguessin deixat: els va dir que no hi van marxar. Jan, però, va trobar, que encara tenia unes peces d'or cosides a la capa i que no les havien dut: va córrer fins que arribà on hi havia els bandoler i els oferí les monedes; els lladres, confosos i avergonyits, van tornar-li tot el que li havien robat.